# Gran Premio di superbike di Imola 2023
Il Gran Premio di superbike di Imola 2023 è stato la settima prova del mondiale superbike del 2023. Nello stesso fine settimana si sono corsi anche la settima prova del campionato mondiale Supersport e la quarta del campionato mondiale Supersport 300.
I risultati delle gare hanno visto vincere, per quel che concerne il mondiale Superbike: Álvaro Bautista in gara 1 e Toprak Razgatlıoğlu in gara Superpole e in gara 2.
Le gare del mondiale Supersport sono state vinte entrambe da Stefano Manzi, mentre le gare del mondiale Supersport 300 sono andate a Matteo Vannucci in gara 1 e Dirk Geiger in gara 2.

## Superbike gara 1

### Arrivati al traguardo
| Pos. | Nº | Pilota                | Squadra                   | Motocicletta        | Giri | Tempo     | Griglia | Punti |
| ---- | -- | --------------------- | ------------------------- | ------------------- | ---- | --------- | ------- | ----- |
| 1º   | 1  | Álvaro Bautista       | Aruba.it Racing - Ducati  | Ducati Panigale V4R | 19   | 34'10.316 | 4º      | 25    |
| 2º   | 54 | Toprak Razgatlıoğlu   | Pata Yamaha Prometeon     | Yamaha YZF R1       | 19   | +3.672    | 1º      | 20    |
| 3º   | 65 | Jonathan Rea          | Kawasaki Racing           | Kawasaki ZX-10RR    | 19   | +7.847    | 7º      | 16    |
| 4º   | 55 | Andrea Locatelli      | Pata Yamaha Prometeon     | Yamaha YZF R1       | 19   | +13.543   | 2º      | 13    |
| 5º   | 21 | Michael Ruben Rinaldi | Aruba.it Racing - Ducati  | Ducati Panigale V4R | 19   | +15.898   | 8º      | 11    |
| 6º   | 9  | Danilo Petrucci       | Barni Spark Racing        | Ducati Panigale V4R | 19   | +18.551   | 10º     | 10    |
| 7º   | 47 | Axel Bassani          | Motocorsa Racing          | Ducati Panigale V4R | 19   | +20.633   | 3º      | 9     |
| 8º   | 76 | Loris Baz             | Bonovo Action BMW         | BMW M1000 RR        | 19   | +21.727   | 9º      | 8     |
| 9º   | 22 | Alex Lowes            | Kawasaki Racing           | Kawasaki ZX-10RR    | 19   | +22.082   | 11º     | 7     |
| 10º  | 45 | Scott Redding         | Rokit BMW Motorrad        | BMW M1000 RR        | 19   | +26.052   | 5º      | 6     |
| 11º  | 87 | Remy Gardner          | GYTR GRT Yamaha           | Yamaha YZF R1       | 19   | +36.865   | 16º     | 5     |
| 12º  | 97 | Xavi Vierge           | Team HRC                  | Honda CBR1000 RR-R  | 19   | +37.032   | 13º     | 4     |
| 13º  | 31 | Garrett Gerloff       | Bonovo Action BMW         | BMW M1000 RR        | 19   | +37.282   | 15º     | 3     |
| 14º  | 91 | Leon Haslam           | Rokit BMW Motorrad        | BMW M1000 RR        | 19   | +37.827   | 14º     | 2     |
| 15º  | 28 | Bradley Ray           | Yamaha Motoxracing        | Yamaha YZF R1       | 19   | +38.943   | 6º      | 1     |
| 16º  | 53 | Esteve Rabat          | Kawasaki Puccetti Racing  | Kawasaki ZX-10RR    | 19   | +58.025   | 20º     |       |
| 17º  | 16 | Gabriele Ruiu         | Bmax Racing               | BMW M1000 RR        | 19   | +58.206   | 25º     |       |
| 18º  | 20 | Roberto Tamburini     | Petronas MIE Racing Honda | Honda CBR1000 RR-R  | 19   | +59.022   | 21º     |       |

### Ritirati
| Nº | Pilota              | Squadra                   | Motocicletta        | Giri | Griglia |
| -- | ------------------- | ------------------------- | ------------------- | ---- | ------- |
| 77 | Dominique Aegerter  | GYTR GRT Yamaha           | Yamaha YZF R1       | 15   | 12º     |
| 7  | Iker Lecuona        | Team HRC                  | Honda CBR1000 RR-R  | 14   | 17º     |
| 32 | Isaac Viñales       | TPR Team Pedercini Racing | Kawasaki ZX-10RR    | 13   | 23º     |
| 51 | Eric Granado        | Petronas MIE Racing Honda | Honda CBR1000 RR-R  | 12   | 22º     |
| 52 | Oliver König        | Orelac Racing Movisio     | Kawasaki ZX-10RR    | 8    | 24º     |
| 5  | Philipp Öttl        | Team GoEleven             | Ducati Panigale V4R | 6    | 18º     |
| 34 | Lorenzo Baldassarri | GMT94 Yamaha              | Yamaha YZF R1       | 2    | 19º     |

## Superbike gara Superpole

### Arrivati al traguardo
| Pos. | Nº | Pilota                | Squadra                   | Motocicletta        | Giri | Tempo     | Griglia | Punti |
| ---- | -- | --------------------- | ------------------------- | ------------------- | ---- | --------- | ------- | ----- |
| 1º   | 54 | Toprak Razgatlıoğlu   | Pata Yamaha Prometeon     | Yamaha YZF R1       | 10   | 17'49.590 | 1º      | 12    |
| 2º   | 1  | Álvaro Bautista       | Aruba.it Racing - Ducati  | Ducati Panigale V4R | 10   | +0.244    | 4º      | 9     |
| 3º   | 55 | Andrea Locatelli      | Pata Yamaha Prometeon     | Yamaha YZF R1       | 10   | +1.720    | 2º      | 7     |
| 4º   | 65 | Jonathan Rea          | Kawasaki Racing           | Kawasaki ZX-10RR    | 10   | +1.969    | 7º      | 6     |
| 5º   | 21 | Michael Ruben Rinaldi | Aruba.it Racing - Ducati  | Ducati Panigale V4R | 10   | +3.341    | 8º      | 5     |
| 6º   | 47 | Axel Bassani          | Motocorsa Racing          | Ducati Panigale V4R | 10   | +4.603    | 3º      | 4     |
| 7º   | 22 | Alex Lowes            | Kawasaki Racing           | Kawasaki ZX-10RR    | 10   | +5.219    | 11º     | 3     |
| 8º   | 9  | Danilo Petrucci       | Barni Spark Racing        | Ducati Panigale V4R | 10   | +7.536    | 10º     | 2     |
| 9º   | 45 | Scott Redding         | Rokit BMW Motorrad        | BMW M1000 RR        | 10   | +9.407    | 5º      | 1     |
| 10º  | 76 | Loris Baz             | Bonovo Action BMW         | BMW M1000 RR        | 10   | +9.601    | 9º      |       |
| 11º  | 87 | Remy Gardner          | GYTR GRT Yamaha           | Yamaha YZF R1       | 10   | +13.464   | 16º     |       |
| 12º  | 5  | Philipp Öttl          | Team GoEleven             | Ducati Panigale V4R | 10   | +15.879   | 18º     |       |
| 13º  | 7  | Iker Lecuona          | Team HRC                  | Honda CBR1000 RR-R  | 10   | +16.173   | 17º     |       |
| 14º  | 77 | Dominique Aegerter    | GYTR GRT Yamaha           | Yamaha YZF R1       | 10   | +16.337   | 12º     |       |
| 15º  | 91 | Leon Haslam           | Rokit BMW Motorrad        | BMW M1000 RR        | 10   | +20.127   | 14º     |       |
| 16º  | 28 | Bradley Ray           | Yamaha Motoxracing        | Yamaha YZF R1       | 10   | +22.585   | 6º      |       |
| 17º  | 16 | Gabriele Ruiu         | Bmax Racing               | BMW M1000 RR        | 10   | +23.420   | 20º     |       |
| 18º  | 34 | Lorenzo Baldassarri   | GMT94 Yamaha              | Yamaha YZF R1       | 10   | +23.671   | 19º     |       |
| 19º  | 97 | Xavi Vierge           | Team HRC                  | Honda CBR1000 RR-R  | 10   | +31.024   | 13º     |       |
| 20º  | 53 | Esteve Rabat          | Kawasaki Puccetti Racing  | Kawasaki ZX-10RR    | 10   | +31.322   | 21º     |       |
| 21º  | 20 | Roberto Tamburini     | Petronas MIE Racing Honda | Honda CBR1000 RR-R  | 10   | +37.676   | 22º     |       |
| 22º  | 32 | Isaac Viñales         | TPR Team Pedercini Racing | Kawasaki ZX-10RR    | 10   | +38.011   | 24º     |       |
| 23º  | 52 | Oliver König          | Orelac Racing Movisio     | Kawasaki ZX-10RR    | 10   | +38.359   | 25º     |       |
| 24º  | 51 | Eric Granado          | Petronas MIE Racing Honda | Honda CBR1000 RR-R  | 10   | +43.253   | 23º     |       |

### Ritirato
| Nº | Pilota          | Squadra           | Motocicletta | Giri | Griglia |
| -- | --------------- | ----------------- | ------------ | ---- | ------- |
| 31 | Garrett Gerloff | Bonovo Action BMW | BMW M1000 RR | 5    | 15º     |

## Superbike gara 2

### Arrivati al traguardo
| Pos. | Nº | Pilota                | Squadra                   | Motocicletta        | Giri | Tempo     | Griglia | Punti |
| ---- | -- | --------------------- | ------------------------- | ------------------- | ---- | --------- | ------- | ----- |
| 1º   | 54 | Toprak Razgatlıoğlu   | Pata Yamaha Prometeon     | Yamaha YZF R1       | 15   | 27'00.997 | 1º      | 25    |
| 2º   | 47 | Axel Bassani          | Motocorsa Racing          | Ducati Panigale V4R | 15   | +1.966    | 6º      | 20    |
| 3º   | 65 | Jonathan Rea          | Kawasaki Racing           | Kawasaki ZX-10RR    | 15   | +2.458    | 4º      | 16    |
| 4º   | 55 | Andrea Locatelli      | Pata Yamaha Prometeon     | Yamaha YZF R1       | 15   | +6.111    | 3º      | 13    |
| 5º   | 21 | Michael Ruben Rinaldi | Aruba.it Racing - Ducati  | Ducati Panigale V4R | 15   | +11.154   | 5º      | 11    |
| 6º   | 28 | Bradley Ray           | Yamaha Motoxracing        | Yamaha YZF R1       | 15   | +12.210   | 10º     | 10    |
| 7º   | 76 | Loris Baz             | Bonovo Action BMW         | BMW M1000 RR        | 15   | +13.319   | 11º     | 9     |
| 8º   | 45 | Scott Redding         | Rokit BMW Motorrad        | BMW M1000 RR        | 15   | +13.775   | 9º      | 8     |
| 9º   | 9  | Danilo Petrucci       | Barni Spark Racing        | Ducati Panigale V4R | 15   | +19.122   | 8º      | 7     |
| 10º  | 7  | Iker Lecuona          | Team HRC                  | Honda CBR1000 RR-R  | 15   | +22.770   | 17º     | 6     |
| 11º  | 87 | Remy Gardner          | GYTR GRT Yamaha           | Yamaha YZF R1       | 15   | +23.214   | 16º     | 5     |
| 12º  | 77 | Dominique Aegerter    | GYTR GRT Yamaha           | Yamaha YZF R1       | 15   | +25.082   | 12º     | 4     |
| 13º  | 31 | Garrett Gerloff       | Bonovo Action BMW         | BMW M1000 RR        | 15   | +25.179   | 15º     | 3     |
| 14º  | 97 | Xavi Vierge           | Team HRC                  | Honda CBR1000 RR-R  | 15   | +25.199   | 13º     | 2     |
| 15º  | 5  | Philipp Öttl          | Team GoEleven             | Ducati Panigale V4R | 15   | +31.141   | 18º     | 1     |
| 16º  | 34 | Lorenzo Baldassarri   | GMT94 Yamaha              | Yamaha YZF R1       | 15   | +31.297   | 19º     |       |
| 17º  | 16 | Gabriele Ruiu         | Bmax Racing               | BMW M1000 RR        | 15   | +44.753   | 25º     |       |
| 18º  | 20 | Roberto Tamburini     | Petronas MIE Racing Honda | Honda CBR1000 RR-R  | 15   | +45.863   | 21º     |       |
| 19º  | 51 | Eric Granado          | Petronas MIE Racing Honda | Honda CBR1000 RR-R  | 15   | +46.190   | 22º     |       |

### Ritirati
| Nº | Pilota          | Squadra                   | Motocicletta        | Giri | Griglia |
| -- | --------------- | ------------------------- | ------------------- | ---- | ------- |
| 22 | Alex Lowes      | Kawasaki Racing           | Kawasaki ZX-10RR    | 11   | 7º      |
| 32 | Isaac Viñales   | TPR Team Pedercini Racing | Kawasaki ZX-10RR    | 8    | 23º     |
| 52 | Oliver König    | Orelac Racing Movisio     | Kawasaki ZX-10RR    | 7    | 24º     |
| 91 | Leon Haslam     | Rokit BMW Motorrad        | BMW M1000 RR        | 6    | 14º     |
| 53 | Esteve Rabat    | Kawasaki Puccetti Racing  | Kawasaki ZX-10RR    | 4    | 20º     |
| 1  | Álvaro Bautista | Aruba.it Racing - Ducati  | Ducati Panigale V4R | 0    | 2º      |

## Supersport gara 1

### Arrivati al traguardo
| Pos. | Nº | Pilota             | Squadra                   | Motocicletta        | Giri | Tempo     | Griglia | Punti |
| ---- | -- | ------------------ | ------------------------- | ------------------- | ---- | --------- | ------- | ----- |
| 1º   | 62 | Stefano Manzi      | Ten Kate Racing Yamaha    | Yamaha YZF R6       | 16   | 30'23.960 | 3º      | 25    |
| 2º   | 23 | Marcel Schrötter   | MV Agusta Reparto Corse   | MV Agusta F3 800 RR | 16   |           | 4º      | 20    |
| 3º   | 11 | Nicolò Bulega      | Aruba.it Racing           | Ducati Panigale V2  | 16   |           | 2º      | 16    |
| 4º   | 54 | Bahattin Sofuoğlu  | MV Agusta Reparto Corse   | MV Agusta F3 800 RR | 16   |           | 6º      | 13    |
| 5º   | 55 | Yari Montella      | Barni Spark Racing        | Ducati Panigale V2  | 16   |           | 5º      | 11    |
| 6º   | 3  | Raffaele De Rosa   | Orelac Racing Verdnatura  | Ducati Panigale V2  | 16   |           | 13º     | 10    |
| 7º   | 29 | Nicholas Spinelli  | VFT Racing Webike Yamaha  | Yamaha YZF R6       | 16   |           | 12º     | 9     |
| 8º   | 69 | Tom Booth-Amos     | Motozoo ME Air Racing     | Kawasaki ZX-6R      | 16   |           | 18º     | 8     |
| 9º   | 14 | Lucas Mahias       | Kawasaki Puccetti Racing  | Kawasaki ZX-6R      | 16   |           | 10º     | 7     |
| 10º  | 99 | Adrián Huertas     | MTM Kawasaki              | Kawasaki ZX-6R      | 15   | +1 giro   | 7º      | 6     |
| 11º  | 21 | Filippo Fuligni    | Evan Bros. Yamaha         | Yamaha YZF R6       | 15   | +1 giro   | 20º     | 5     |
| 12º  | 13 | Luca Ottaviani     | Extreme Racing Service    | MV Agusta F3 800 RR | 15   | +1 giro   | 11º     | 4     |
| 13º  | 28 | Glenn van Straalen | EAB Racing                | Yamaha YZF R6       | 15   | +1 giro   | 19º     | 3     |
| 14º  | 25 | Andy Verdoïa       | Yamaha Thailand Racing    | Yamaha YZF R6       | 15   | +1 giro   | 22º     | 2     |
| 15º  | 67 | Stefano Valtulini  | ProDina Kawasaki Racing   | Kawasaki ZX-6R      | 15   | +1 giro   | 26º     | 1     |
| 16º  | 71 | Tom Edwards        | Yart-Yamaha               | Yamaha YZF R6       | 15   | +1 giro   | 25º     |       |
| 17º  | 73 | Maximilian Kofler  | D34G Racing               | Ducati Panigale V2  | 15   | +1 giro   | 21º     |       |
| 18º  | 51 | Anupab Sarmoon     | Yamaha Thailand Racing    | Yamaha YZF R6       | 15   | +1 giro   | 24º     |       |
| 19º  | 68 | Luke Power         | Motozoo ME Air Racing     | Kawasaki ZX-6R      | 15   | +1 giro   | 27º     |       |
| 20º  | 98 | Maiki Abe          | VFT Racing Webike Yamaha  | Yamaha YZF R6       | 15   | +1 giro   | 29º     |       |
| 21º  | 95 | Tarran Mackenzie   | Petronas MIE Racing Honda | Honda CBR600RR      | 15   | +1 giro   | 28º     |       |

### Ritirati
| Nº | Pilota              | Squadra                    | Motocicletta                 | Giri | Griglia |
| -- | ------------------- | -------------------------- | ---------------------------- | ---- | ------- |
| 66 | Niki Tuuli          | PTR Triumph                | Triumph Street Triple RS 765 | 15   | 8º      |
| 94 | Valentin Debise     | GMT94 Yamaha               | Yamaha YZF R6                | 14   | 14º     |
| 17 | John McPhee         | Vince64 by Puccetti Racing | Kawasaki ZX-6R               | 12   | 23º     |
| 4  | Harry Truelove      | PTR Triumph                | Triumph Street Triple RS 765 | 10   | 30º     |
| 6  | Emanuele Pusceddu   | J.Angel by Edafos          | Yamaha YZF R6                | 10   | 16º     |
| 7  | Adam Norrodin       | Petronas MIE Racing Honda  | Honda CBR600RR               | 6    | 31º     |
| 9  | Jorge Navarro       | Ten Kate Racing Yamaha     | Yamaha YZF R6                | 4    | 9º      |
| 64 | Federico Caricasulo | Althea Racing              | Ducati Panigale V2           | 1    | 1º      |
| 27 | Álvaro Díaz         | Arco Yart Yamaha           | Yamaha YZF R6                | 0    | 17º     |
| 22 | Federico Fuligni    | Orelac Racing Verdnatura   | Ducati Panigale V2           | 0    | 15º     |

## Supersport gara 2

### Arrivati al traguardo
| Pos. | Nº | Pilota            | Squadra                    | Motocicletta        | Giri | Tempo     | Griglia | Punti |
| ---- | -- | ----------------- | -------------------------- | ------------------- | ---- | --------- | ------- | ----- |
| 1º   | 62 | Stefano Manzi     | Ten Kate Racing Yamaha     | Yamaha YZF R6       | 17   | 31'48.323 | 3º      | 25    |
| 2º   | 11 | Nicolò Bulega     | Aruba.it Racing            | Ducati Panigale V2  | 17   | +7.188    | 2º      | 20    |
| 3º   | 55 | Yari Montella     | Barni Spark Racing         | Ducati Panigale V2  | 17   | +9.804    | 5º      | 16    |
| 4º   | 99 | Adrián Huertas    | MTM Kawasaki               | Kawasaki ZX-6R      | 17   | +15.370   | 7º      | 13    |
| 5º   | 3  | Raffaele De Rosa  | Orelac Racing Verdnatura   | Ducati Panigale V2  | 17   | +17.370   | 12º     | 11    |
| 6º   | 9  | Jorge Navarro     | Ten Kate Racing Yamaha     | Yamaha YZF R6       | 17   | +17.636   | 8º      | 10    |
| 7º   | 94 | Valentin Debise   | GMT94 Yamaha               | Yamaha YZF R6       | 17   | +18.088   | 13º     | 9     |
| 8º   | 23 | Marcel Schrötter  | MV Agusta Reparto Corse    | MV Agusta F3 800 RR | 17   | +18.387   | 4º      | 8     |
| 9º   | 14 | Lucas Mahias      | Kawasaki Puccetti Racing   | Kawasaki ZX-6R      | 17   | +35.110   | 9º      | 7     |
| 10º  | 25 | Andy Verdoïa      | Yamaha Thailand Racing     | Yamaha YZF R6       | 17   | +40.049   | 21º     | 6     |
| 11º  | 21 | Filippo Fuligni   | Evan Bros. Yamaha          | Yamaha YZF R6       | 17   | +40.254   | 19º     | 5     |
| 12º  | 73 | Maximilian Kofler | D34G Racing                | Ducati Panigale V2  | 17   | +43.139   | 20º     | 4     |
| 13º  | 27 | Álvaro Díaz       | Arco Yart Yamaha           | Yamaha YZF R6       | 17   | +46.829   | 16º     | 3     |
| 14º  | 17 | John McPhee       | Vince64 by Puccetti Racing | Kawasaki ZX-6R      | 17   | +51.140   | 22º     | 2     |
| 15º  | 68 | Luke Power        | Motozoo ME Air Racing      | Kawasaki ZX-6R      | 17   | +58.038   | 26º     | 1     |
| 16º  | 7  | Adam Norrodin     | Petronas MIE Racing Honda  | Honda CBR600RR      | 17   | +1'13.041 | 30º     |       |

### Ritirati
| Nº | Pilota              | Squadra                   | Motocicletta                 | Giri | Griglia |
| -- | ------------------- | ------------------------- | ---------------------------- | ---- | ------- |
| 98 | Maiki Abe           | VFT Racing Webike Yamaha  | Yamaha YZF R6                | 13   | 28º     |
| 4  | Harry Truelove      | PTR Triumph               | Triumph Street Triple RS 765 | 11   | 29º     |
| 13 | Luca Ottaviani      | Extreme Racing Service    | MV Agusta F3 800 RR          | 10   | 10º     |
| 95 | Tarran Mackenzie    | Petronas MIE Racing Honda | Honda CBR600RR               | 10   | 27º     |
| 69 | Tom Booth-Amos      | Motozoo ME Air Racing     | Kawasaki ZX-6R               | 9    | 17º     |
| 67 | Stefano Valtulini   | ProDina Kawasaki Racing   | Kawasaki ZX-6R               | 8    | 25º     |
| 64 | Federico Caricasulo | Althea Racing             | Ducati Panigale V2           | 7    | 1º      |
| 54 | Bahattin Sofuoğlu   | MV Agusta Reparto Corse   | MV Agusta F3 800 RR          | 6    | 6º      |
| 6  | Emanuele Pusceddu   | J.Angel by Edafos         | Yamaha YZF R6                | 6    | 15º     |
| 22 | Federico Fuligni    | Orelac Racing Verdnatura  | Ducati Panigale V2           | 5    | 14º     |
| 28 | Glenn van Straalen  | EAB Racing                | Yamaha YZF R6                | 4    | 18º     |
| 51 | Anupab Sarmoon      | Yamaha Thailand Racing    | Yamaha YZF R6                | 3    | 23º     |
| 29 | Nicholas Spinelli   | VFT Racing Webike Yamaha  | Yamaha YZF R6                | 2    | 11º     |

### Squalificato
Tom Edwards taglia il traguardo in decima posizione, in seguito viene squalificato per violazione del peso minimo.
| Nº | Pilota      | Squadra     | Motocicletta  | Giri | Tempo   | Griglia |
| -- | ----------- | ----------- | ------------- | ---- | ------- | ------- |
| 71 | Tom Edwards | Yart-Yamaha | Yamaha YZF R6 | 17   | +36.576 | 24º     |

## Supersport 300 gara 1

### Arrivati al traguardo
| Pos. | Nº | Pilota              | Squadra                               | Motocicletta       | Giri | Tempo     | Griglia | Punti |
| ---- | -- | ------------------- | ------------------------------------- | ------------------ | ---- | --------- | ------- | ----- |
| 1º   | 91 | Matteo Vannucci     | AG Motorsport Italia Yamaha           | Yamaha YZF-R3      | 13   | 27'29.825 | 2º      | 25    |
| 2º   | 60 | Dirk Geiger         | Freudenberg KTM-Paligo Racing         | KTM RC 390 R       | 13   | +0.090    | 1º      | 20    |
| 3º   | 6  | Jeffrey Buis        | MTM Kawasaki                          | Kawasaki Ninja 400 | 13   | +10.392   | 10º     | 16    |
| 4º   | 73 | José Pérez González | Accolade Smrž Racing BGR              | Kawasaki Ninja 400 | 13   | +10.609   | 12º     | 13    |
| 5º   | 12 | Humberto Maier      | Yamaha MS Racing/AD78 Latin America   | Yamaha YZF-R3      | 13   | +11.161   | 7º      | 11    |
| 6º   | 85 | Kevin Sabatucci     | Flembbo-Pl Performances               | Kawasaki Ninja 400 | 13   | +11.719   | 5º      | 10    |
| 7º   | 26 | Mirko Gennai        | BrCorse                               | Yamaha YZF-R3      | 13   | +11.888   | 8º      | 9     |
| 8º   | 22 | Marc García         | China Racing                          | Kove 321RR         | 13   | +11.934   | 19º     | 8     |
| 9º   | 23 | Samuel Di Sora      | ProDina Kawasaki Racing               | Kawasaki Ninja 400 | 13   | +12.070   | 9º      | 7     |
| 10º  | 47 | Fenton Seabright    | Kawasaki GP Project                   | Kawasaki Ninja 400 | 13   | +12.164   | 18º     | 6     |
| 11º  | 48 | Julio García        | Flembbo-Pl Performances               | Kawasaki Ninja 400 | 13   | +12.385   | 4º      | 5     |
| 12º  | 28 | Lennox Lehmann      | Freudenberg KTM-Paligo Racing         | KTM RC 390 R       | 13   | +12.727   | 14º     | 4     |
| 13º  | 19 | Alessandro Zanca    | Team#109 Kawasaki                     | Kawasaki Ninja 400 | 13   | +13.002   | 6º      | 3     |
| 14º  | 53 | Petr Svoboda        | Fusport-RT Motorsport by SKM-Kawasaki | Kawasaki Ninja 400 | 13   | +13.468   | 3º      | 2     |
| 15º  | 51 | Juan Urióstegui     | Team#109 Kawasaki                     | Kawasaki Ninja 400 | 13   | +14.708   | 17º     | 1     |
| 16º  | 69 | Troy Alberto        | Fusport-RT Motorsport by SKM-Kawasaki | Kawasaki Ninja 400 | 13   | +14.943   | 13º     |       |
| 17º  | 93 | Marco Gaggi         | BrCorse                               | Yamaha YZF-R3      | 13   | +15.339   | 16º     |       |
| 18º  | 8  | Bruno Ieraci        | ProDina Kawasaki Racing               | Kawasaki Ninja 400 | 13   | +24.769   | 15º     |       |
| 19º  | 31 | Roberto Sarchi      | Gradaracorse                          | Kawasaki Ninja 400 | 13   | +27.526   | 30º     |       |
| 20º  | 13 | Devis Bergamini     | ProGP Racing                          | Yamaha YZF-R3      | 13   | +27.843   | 11º     |       |
| 21º  | 39 | Enzo Valentim       | Yamaha MS Racing/AD78 Latin America   | Yamaha YZF-R3      | 13   | +28.453   | 21º     |       |
| 22º  | 81 | Ioannis Peristeras  | ProGP Racing                          | Yamaha YZF-R3      | 13   | +32.957   | 29º     |       |
| 23º  | 80 | Gabriele Mastroluca | Arco Motor University                 | Yamaha YZF-R3      | 13   | +33.475   | 31º     |       |
| 24º  | 41 | Raffaele Tragni     | AG Motorsport Italia Yamaha           | Yamaha YZF-R3      | 13   | +34.447   | 27º     |       |
| 25º  | 25 | Mattia Martella     | ProDina Kawasaki Racing               | Kawasaki Ninja 400 | 13   | +35.958   | 28º     |       |
| 26º  | 17 | Ruben Bijman        | Arco Motor University                 | Yamaha YZF-R3      | 13   | +1'00.448 | 25º     |       |

### Ritirati
| Nº | Pilota          | Squadra                     | Motocicletta       | Giri | Griglia |
| -- | --------------- | --------------------------- | ------------------ | ---- | ------- |
| 77 | José Osuna Sáez | Deza-Box 77 Racing          | Kawasaki Ninja 400 | 11   | 20º     |
| 7  | Loris Veneman   | MTM Kawasaki                | Kawasaki Ninja 400 | 9    | 24º     |
| 15 | Alfonso Coppola | Sublime Racing by MS Racing | Yamaha YZF-R3      | 7    | 26º     |
| 24 | Michel Agazzi   | Sublime Racing by MS Racing | Yamaha YZF-R3      | 5    | 23º     |
| 88 | Daniel Mogeda   | Kawasaki GP Project         | Kawasaki Ninja 400 | 1    | 22º     |

## Supersport 300 gara 2

### Arrivati al traguardo
| Pos. | Nº | Pilota              | Squadra                               | Motocicletta       | Giri | Tempo     | Griglia | Punti |
| ---- | -- | ------------------- | ------------------------------------- | ------------------ | ---- | --------- | ------- | ----- |
| 1º   | 60 | Dirk Geiger         | Freudenberg KTM-Paligo Racing         | KTM RC 390 R       | 13   | 27'36.126 | 1º      | 25    |
| 2º   | 91 | Matteo Vannucci     | AG Motorsport Italia Yamaha           | Yamaha YZF-R3      | 13   | +0.213    | 2º      | 20    |
| 3º   | 12 | Humberto Maier      | Yamaha MS Racing/AD78 Latin America   | Yamaha YZF-R3      | 13   | +3.826    | 7º      | 16    |
| 4º   | 6  | Jeffrey Buis        | MTM Kawasaki                          | Kawasaki Ninja 400 | 13   | +8.696    | 10º     | 13    |
| 5º   | 28 | Lennox Lehmann      | Freudenberg KTM-Paligo Racing         | KTM RC 390 R       | 13   | +9.010    | 14º     | 11    |
| 6º   | 73 | José Pérez González | Accolade Smrž Racing BGR              | Kawasaki Ninja 400 | 13   | +9.555    | 12º     | 10    |
| 7º   | 85 | Kevin Sabatucci     | Flembbo-Pl Performances               | Kawasaki Ninja 400 | 13   | +9.961    | 5º      | 9     |
| 8º   | 53 | Petr Svoboda        | Fusport-RT Motorsport by SKM-Kawasaki | Kawasaki Ninja 400 | 13   | +10.702   | 3º      | 8     |
| 9º   | 8  | Bruno Ieraci        | ProDina Kawasaki Racing               | Kawasaki Ninja 400 | 13   | +10.806   | 15º     | 7     |
| 10º  | 13 | Devis Bergamini     | ProGP Racing                          | Yamaha YZF-R3      | 13   | +10.913   | 11º     | 6     |
| 11º  | 19 | Alessandro Zanca    | Team#109 Kawasaki                     | Kawasaki Ninja 400 | 13   | +11.308   | 6º      | 5     |
| 12º  | 77 | José Osuna Sáez     | Deza-Box 77 Racing                    | Kawasaki Ninja 400 | 13   | +11.500   | 20º     | 4     |
| 13º  | 93 | Marco Gaggi         | BrCorse                               | Yamaha YZF-R3      | 13   | +11.589   | 16º     | 3     |
| 14º  | 48 | Julio García        | Flembbo-Pl Performances               | Kawasaki Ninja 400 | 13   | +11.920   | 4º      | 2     |
| 15º  | 7  | Loris Veneman       | MTM Kawasaki                          | Kawasaki Ninja 400 | 13   | +14.086   | 24º     | 1     |
| 16º  | 69 | Troy Alberto        | Fusport-RT Motorsport by SKM-Kawasaki | Kawasaki Ninja 400 | 13   | +14.537   | 13º     |       |
| 17º  | 23 | Samuel Di Sora      | ProDina Kawasaki Racing               | Kawasaki Ninja 400 | 13   | +14.553   | 9º      |       |
| 18º  | 88 | Daniel Mogeda       | Kawasaki GP Project                   | Kawasaki Ninja 400 | 13   | +14.919   | 22º     |       |
| 19º  | 51 | Juan Urióstegui     | Team#109 Kawasaki                     | Kawasaki Ninja 400 | 13   | +20.223   | 17º     |       |
| 20º  | 39 | Enzo Valentim       | Yamaha MS Racing/AD78 Latin America   | Yamaha YZF-R3      | 13   | +20.713   | 21º     |       |
| 21º  | 22 | Marc García         | China Racing                          | Kove 321RR         | 13   | +24.488   | 19º     |       |
| 22º  | 25 | Mattia Martella     | ProDina Kawasaki Racing               | Kawasaki Ninja 400 | 13   | +29.591   | 28º     |       |
| 23º  | 41 | Raffaele Tragni     | AG Motorsport Italia Yamaha           | Yamaha YZF-R3      | 13   | +31.942   | 27º     |       |
| 24º  | 80 | Gabriele Mastroluca | Arco Motor University                 | Yamaha YZF-R3      | 13   | +32.687   | 31º     |       |
| 25º  | 81 | Ioannis Peristeras  | ProGP Racing                          | Yamaha YZF-R3      | 13   | +32.715   | 29º     |       |
| 26º  | 15 | Alfonso Coppola     | Sublime Racing by MS Racing           | Yamaha YZF-R3      | 13   | +44.326   | 26º     |       |
| 27º  | 31 | Roberto Sarchi      | Gradaracorse                          | Kawasaki Ninja 400 | 13   | +2'07.494 | 30º     |       |

### Ritirati
| Nº | Pilota           | Squadra                     | Motocicletta       | Giri | Griglia |
| -- | ---------------- | --------------------------- | ------------------ | ---- | ------- |
| 47 | Fenton Seabright | Kawasaki GP Project         | Kawasaki Ninja 400 | 8    | 18º     |
| 26 | Mirko Gennai     | BrCorse                     | Yamaha YZF-R3      | 5    | 8º      |
| 17 | Ruben Bijman     | Arco Motor University       | Yamaha YZF-R3      | 1    | 25º     |
| 24 | Michel Agazzi    | Sublime Racing by MS Racing | Yamaha YZF-R3      | 0    | 23º     |